# Mieczysław Gocuł

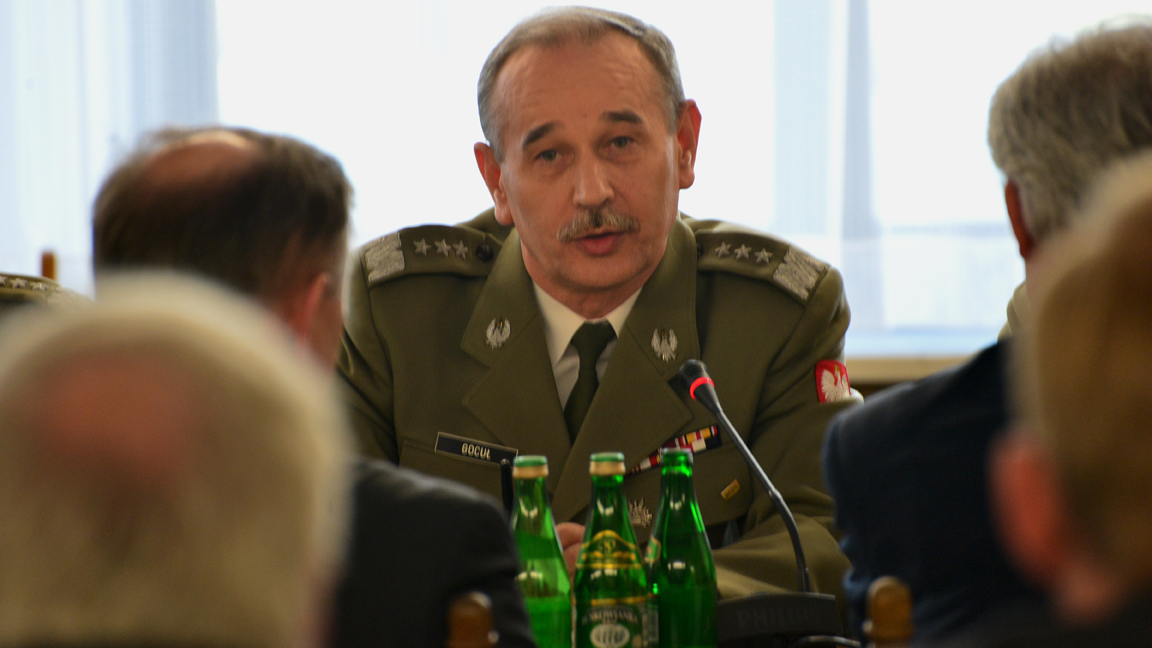
Mieczysław Gocuł (2013)

Mieczysław Gocuł (* 21. Mai 1963 in Choszczno) ist ein polnischer General und war von 2013 bis 2017 militärischer Befehlshaber der Polnischen Streitkräfte.

## Leben
Mieczysław Gocuł wurde 1963 in Choszczno, im Nordwesten Polens, geboren. Der General ist verheiratet und Vater von zwei Kindern. Zu seinen Hobbys zählen Bridge und Fußball.

## Militärische Laufbahn
Gocuł trat 1983 in die Streitkräfte seines Landes ein und besuchte dort bis 1987 die Offiziershochschule. Nach verschiedenen anderen Aufgaben innerhalb der polnischen Armee, wurde er am 7. Mai 2013, in der Nachfolge von Mieczysław Cieniuch, zu deren militärischen Befehlshaber ernannt. Am 15. August 2014 folgte seine Beförderung zum General. Am 31. Januar 2017 trat er von seinem Posten als Armeechef zurück und wurde von Leszek Surawski abgelöst.